# Arenetra genangusta
Arenetra genangusta är en stekelart som beskrevs av Sheng, Zhang och Yang 1997. Arenetra genangusta ingår i släktet Arenetra och familjen brokparasitsteklar. Inga underarter finns listade.